# Aconitum yinschanicum
Aconitum yinschanicum är en ranunkelväxtart som beskrevs av Yi Zhi Zhao. Aconitum yinschanicum ingår i släktet stormhattar, och familjen ranunkelväxter. Inga underarter finns listade i Catalogue of Life.